# Jon Michelet
Jon Michelet, född 14 juli 1944 i Moss, Østfold, död 14 april 2018 i Oslo, var en norsk författare. Han var son till konstnären Johan Fredrik Michelet(no) och far till Tania Michelet(no), Ellen Brekke Michelet,  Marte Michelet och Stella Burstedt Michelet.

## Biografi
Michelet var utbildad överstyrman och studerade dessutom vid journalistskolan i Oslo. Han arbetade som sjöman, bryggeriarbetare, journalist och förlagsredaktör. Under perioden 1997–2002 var han redaktör för tidningen Klassekampen. Han var medlem av Østfold fylkesting, Rygge kommunstyrelse och Kringkastingsrådet, styrelsemedlem i Norsk Styrmandsforening och Rød Valgallianse. År 2003 blev han president i Rivertonklubben.

## Verksamhet
Michelet debuterade litterärt 1975 med kriminalromanen Den drukner ei som henges skal. Han gav ut romaner, barnböcker, skådespel och sakprosa. Han har även skrivit en serie med böcker från fotbolls-VM tillsammans med Dag Solstad. Boken Orions belte filmatiserades 1985, med regi Ola Solum. Flera av Michelets kriminalromaner med Wilhelm Thygesen i huvudrollen har använts som underlag för en tv-dramatisering för NRK.
Michelet var programledare för ett antal olika tv-program, bland dem den norska versionen av Fångarna på fortet.
Jon Michelets magnum opus, En sjøens helt (En havets hjälte), rönte enorm framgång. Verkets första fem band fick ett överväldigande mottagande och har toppat bestsellerlistorna i Norge sedan första början 2012. Sjätte och avslutande bandet planeras utkomma hösten 2018.
[uppföljning saknas]